# West Dorset
West Dorset  é um distrito de administração local e um círculo eleitoral  com representação no parlamento britânico situado em Dorset, Inglaterra. O seu conselho tem sede em Dorchester. 

## História
O distrito foi criado em 1 de Abril de 1974, sob a Lei do Governo Local de 1972, pela fusão dos boroughs de Bridport, Dorchester e Lyme Regis, juntamente o distrito urbano de Sherborne e os distritos rurais de Beaminster, Bridport, Dorchester e Sherborne. Em 2006, West Dorset foi nomeado como o 10.º melhor local para viver no Reino Unido.